# Herrenhaus Strzelce
Das Herrenhaus Strzelce (deutsch: Herrenhaus Strehlitz) liegt am südlichen Rand des Flusstals des Notec (Netze) in der Gmina Chodzież im Powiat Chodzieski.

## Geschichte
Die Herrschaft Strelitz wurde 1789 von den Zache gekauft. Der Vorgängerbau des heutigen Gebäudes, das angeblich ein Nonnenkloster gewesen sein soll, brannte 1840 ab. Bis 1844 wurde der heutige neugotische Bau nach Plänen von Friedrich August Stüler errichtet.

## Bauwerk
Der mehrgliedrige, asymmetrische Bau ist nach Süden ausgerichtet. Der Hauptbau ist einstöckig und mit zwei Türmen ausgestattet. Im Osten ist eine Orangerie angebaut, an deren Ende sich ein vierstöckiger Turm mit einem Durchgangstor befindet. Im Westen, im Gartenbereich, befindet sich in einem separaten fünfachsigen Risalit ein Ballsaal, an den sich eine große Kellerterrasse anschließt. Die Geschosse sind durch ein Kordongesims getrennt.

## Nachweise
1. ↑  Helmut Sieber: Schlösser und Herrensitze in Ost- und Westpreußen. Verlag Wolfgang Weidlich, 1958, S. 110.
2. ↑  pałac 1844 r. Strzelce. In: zabytek.pl. Abgerufen am 24. Mai 2023.

Koordinaten: 53° 0′ 59″ N, 16° 57′ 36,8″ O